# آنتونیو برا رامیرس
آنتونیو برا رامیرس (اسپانیایی: Antonio Vera Ramírez‎؛ زادهٔ ۲ ژوئیهٔ ۱۹۳۴ - ۲۹ ژوئیه ۲۰۲۴) نویسنده و فیلم‌نامه‌نویس اهل اسپانیا بود که دربارهٔ موضوعات علمیِ مستند می‌نوشت، اما از سبک‌های داستانی گوناگونی مانند معمایی، جنایی و عاشقانه استفاده می‌کرد. او با نام لو کاریگان شهرت داشت و همچنین با نام‌های مستعار دیگری همچون آنجلو آنتونیونی، کرولی فاربر، لو فلاناگان، آنتونی همیلتون، سول هریسون، آنتونی مایکلز، آنتونی دبلیو. راور، آنجلا ویندزور و ژیزل نیز می‌نوشت.

## زندگی‌نامه
ورا رامیرس در ۲ ژوئیه ۱۹۳۴ در بارسلون به دنیا آمد. او در سال ۱۹۵۸ با پپیتا رودرو فورگا ازدواج کرد و نوشتن را آغاز نمود. او در کتاب‌های خود از ادبیات عامه‌پسند و واژه‌های انگلیسی‌شده استفاده می‌کرد؛ از جمله در آثاری مانند فرهنگ‌نامهٔ مصور مدرن زبان اسپانیایی، خداحافظ، بدرود، سایونارا، قدرت‌های پنهان موجودات برتر و باغ شوم. او بیش از ۲۵ کتاب نوشت و همچنین در سال ۱۹۶۹ با آدریانو بولتسونی در نگارش مهم نیست اگر بمیری همکاری کرد. ورا رامیرس در ۲۹ ژوئیه ۲۰۲۴ در سن ۹۰ سالگی درگذشت.
از فیلم‌ها یا مجموعه‌های تلویزیونی که وی در آن‌ها نقش داشته است، می‌توان به بیست گام تا مرگ اشاره نمود.